# Chlebczyn (gmina)
Chlebczyn (następnie gmina Sarnaki) – dawna gmina wiejska na Podlasiu. Siedzibą władz gminy był Chlebczyn, a następnie Sarnaki.
Gmina Chlebczyn była jedną z 16 gmin wiejskich powiatu konstantynowskiego guberni siedleckiej. 1 stycznia?/13 stycznia 1870 do gminy przyłączono pozbawione praw miejskich Sarnaki. 
Jednostka należała do sądu gminnego okręgu II w Horoszkach. W jej skład wchodziły wsie Adamów, Binduga, Budki, Chlebczyn, Chłopków, Chybów, Drobnik, Grzybów, Hruszniew, Górki, Klimczyce, Kuczanka, Kurki, Lipno, Mężenin, Michałów, Mierzwice, Ostromęczyn, Pasieka, Rozwadów, Rybniki, Rzewuski, Sarnaki, Szydłów i Taraski. Gmina miała 25114 mórg obszaru i liczyła 5320 mieszkańców (1867 rok). 
Gminę zniesiono podczas I wojny światowej w związku odłączeniem od niej miejscowości Chłopków, Drobnik, Górki, Hruszniew, Kuczanka, Ostromęczyn, Pasieka, Szydłolas na korzyść nowej gminy Górki (utworzonej z wewnętrznych części gmin Chlebczyn Czuchleby, Łysów i Kornica) i przemianowaniem jej na gmina Sarnaki z siedzibą w Sarnakach (które były także ostatnią siedzibą gminy Chlebczyn), później w Łosicach.